# Corina Morariu
Corina Morariu (ur. 26 stycznia 1978 w Detroit) – amerykańska tenisistka, mistrzyni Wimbledonu w grze podwójnej, była liderka deblowej listy rankingowej.

## Kariera
Specjalistka gry podwójnej; w singlu wygrała jeden turniej, w chorwackim Bol w 1999 (w Bol była także dwukrotnie w finale, 1997 i 1998, ulegając dwukrotnie reprezentantce gospodarzy, Lučić; ponadto finalistka Tokio – Otwartych Mistrzostw Japonii – 1998). W 2000 dotarła do półfinału prestiżowych Otwartych Mistrzostw Włoch w Rzymie; w sierpniu 1998 notowana na pozycji nr 29 rankingu gry pojedynczej. W 1995 wygrała turniej niskiej rangi (ITF) w Katowicach.
W deblu osiągnęła pozycję liderki rankingu światowego w kwietniu 2000. Odniosła dwa zwycięstwa wielkoszlemowe (w deblu kobiet i w mikście) – Wimbledon 1999 z Lindsay Davenport, Australian Open 2001 z Ellisem Ferreirą. W finale Australian Open 2001 w parze z Davenport uległa siostrom Serenie i Venus Williams, a w 2005 (również z Davenport) przegrała z Alicią Molik i Swietłaną Kuzniecową.
W latach 2001-2002 jej kariera została przerwana przez chorobę (białaczka); po udanej terapii powróciła do tenisa w 2002.
Wygrała cztery wielkoszlemowe turnieje deblowe juniorek – Australian Open 1994 i 1995, French Open 1995, US Open 1995.
Decyzję o zakończeniu tenisowej kariery ogłosiła 19 września 2007 roku, a jej ostatnim występem był narodowy turniej wielkoszlemowy US Open, gdzie w parze z Meghann Shaughnessy osiągnęła ćwierćfinał gry podwójnej kobiet.

## Finały wielkoszlemowe w grze podwójnej

### Wygrane (1)
| Rok  | Turniej   | Partnerka         | Przeciwniczki w finale            | Wynik finału |
| 1999 | Wimbledon | Lindsay Davenport | Ołena Tatarkowa Mariaan de Swardt | 6:4, 6:4     |

### Przegrane (2)
| Rok  | Turniej         | Partnerka         | Przeciwniczki w finale            | Wynik finału  |
| 2001 | Australian Open | Lindsay Davenport | Serena Williams Venus Williams    | 4:6, 6:2, 4:6 |
| 2005 | Australian Open | Lindsay Davenport | Swietłana Kuzniecowa Alicia Molik | 4:6, 3:6      |

## Finały wielkoszlemowe w grze mieszanej

### Wygrane (1)
| Rok  | Turniej         | Partner        | Przeciwnicy w finale        | Wynik finału |
| 2001 | Australian Open | Ellis Ferreira | Barbara Schett Joshua Eagle | 6:1, 6:3     |

## Wygrane turnieje

### Gra pojedyncza
- 1999 Bol

### Gra podwójna
- 1997 Pattaya (z Kunce)
- 1999 Tokio (z Po)
- 1999 Birmingham (z Neiland)
- 1999 Gold Coast (z Neiland)
- 1999 San Diego (z Davenport)
- 1999 Stanford (z Davenport)
- 1999 Wimbledon (z Davenport)
- 2000 Tokio (z Halard-Decugis)
- 2000 Bol (z Halard Decugis)
- 2000 Indian Wells (z Davenport)
- 2000 Oklahoma City (z Po)
- 2006 Sydney (ze Stubbs)
- 2006 Bali (z Lindsay Davenport)

## Finały juniorskich turniejów wielkoszlemowych

### Gra podwójna (5)
| Końcowy wynik | Rok  | Turniej         | Nawierzchnia | Partnerka         | Przeciwniczki                      | Wynik finału  |
| Zwyciężczyni  | 1994 | Australian Open | Twarda       | Ludmila Varmužová | Yvette Basting Alexandra Schneider | 7:5, 2:6, 7:5 |
| Finalistka    | 1994 | Wimbledon       | Trawiasta    | Ludmila Varmužová | Nannie de Villiers Lizzy Jelfs     | 3:6, 4:6      |
| Zwyciężczyni  | 1995 | Australian Open | Twarda       | Ludmila Varmužová | Saori Obata Nami Urabe             | 6:1, 6:2      |
| Zwyciężczyni  | 1995 | French Open     | Ceglana      | Ludmila Varmužová | Alice Canepa Giulia Casoni         | 7:6, 7:5      |
| Zwyciężczyni  | 1995 | US Open         | Twarda       | Ludmila Varmužová | Anna Kournikova Aleksandra Olsza   | 6:3, 6:3      |